# Union des jeunes musulmans
 (juin 2025).
 (signalé en juin 2025).
Si vous disposez d'ouvrages ou d'articles de référence ou si vous connaissez des sites web de qualité traitant du thème abordé ici, merci de compléter l'article en donnant les références utiles à sa vérifiabilité et en les liant à la section « Notes et références ».
- Archive Wikiwix
- Bing
- Cairn
- DuckDuckGo
- E. Universalis
- Gallica
- Google
- G. Books
- G. News
- G. Scholar
- Persée
- Qwant
- (zh) Baidu
- (ru) Yandex
- (wd) trouver des œuvres sur Wikidata

L’Union des jeunes musulmans (UJM) est une organisation musulmane créée à Lyon en 1987 par des jeunes musulmans français ou résidents en France. Elle faisait partie du collectif des musulmans de France

## Association
Elle a le statut d'association loi de 1901 et est active sur le terrain lyonnais.
L’UJM détient la librairie-bibliothèque Tawhid et la maison d'Éditions Tawhid, proche des Frères musulmans, qui éditent depuis 1991 des ouvrages généralistes de vulgarisation sur l’islam en langue française pour un public adultes et enfants. Les auteurs diffusés en langue française sont notamment Dr Tariq Ramadan, Dr Mustafa Brahami, Dr Hani Ramadan, l'imam Mohammed Minta.
Le centre de formation Shatibi  été impulsé en septembre 2006 par l'association UJM. Il est un des plus grands instituts de formation pour adultes de la région Auvergne Rhone-Alpes. Il enseigne les disciplines suivantes : langue arabe, apprentissage du Coran et étude des sciences islamiques.  La majorité de son public sont des jeunes notamment des jeunes femmes qui aspirent à se réconcilier avec leur identité et leur spiritualité.
L'UJM a quitté le quartier sensible des Minguettes pour établir en 1989 son siège dans le quartier bourgeois des Brotteaux en plein centre ville. L'UJM entend avoir une position centrale sur l'islam à Lyon et non pas enfermée ou repliée sur un quartier comme beaucoup trop de lieux de cultes de l'agglomération lyonnaise. L'UJM revendique un islam indépendant des pays d'origines (Maroc, Algérie, Tunisie), des organisations islamiques nationales et internationales (frères musulmans, salafis ou confréries soufis) et des pouvoirs publics (maire, préfet, renseignement généraux...) 
L'UJM, comme toutes les associations autour de la dynamique de "Présence Musulmane" a développé une compréhension de l'islam et de sa présence en occident inspirée par la pensée des savants musulmans du courant réformateur : de  Al Afghani à Hassan al Banna. Cette approche concilie la fidélité aux sources canoniques de l'islam et la prise en compte du contexte européen. L'UJM a été influencée à sa création par les savants issus du courant Frères musulmans comme Youssef al Qaradawi et par les références du courant salafi comme Ibn 'Uthaymin et Ibn Baz. 

### Objectifs
L'UJM déclare avoir pour objectifs :
1. Préserver et défendre l'identité religieuse de la communauté musulmane de France.
2. Présenter l'Islam et sa spiritualité.
3. Contribuer à la construction d'une société plus juste et plus humaine.

### Engagements
L’Union des Jeunes Musulmans (UJM), fondée à Lyon en juillet 1987, est inspiré par les enseignements de l'imam Hassan al-Banna. Elle est influencée par des évènements majeurs comme la révolution islamique en Iran de 1979, l'éveil du mouvement islamique en Algérie de 1989, par le mouvement salafiste financé par le régime religieux saoudien et aussi par le mouvement piétiste apolitique Tabligh issue d'Inde et du Pakistan. 
L'UJM n'a jamais adhéré à l'UOIF ni au CFCM. Elle se démarque de l'UOIF lors des manifestations contre la loi sur les signes religieux en 2004 qui est considéré comme une discrimination et un rejet des adolescentes musulmanes par l'école de la république. Elle est membre fondatrice du CMF, structure non pyramidale qui favorise le travail en réseau au niveau local. L'UJM a invité de nombreuses personnalités comme Alain Gresh du monde diplomatique, François Burgat, Christophe Oberlin, Thomas Deltombe et de nombreuses personnalités musulmanes de France, Belgique, Suisse, Palestine, Malaisie et Chine.  
Elle exprime un soutien indéfectible à l'indépendance de la Palestine et contre la colonisation. Elle organise avec le collectif 69 de soutien au peuple palestinien des manifestations régulières qui rassemblent plusieurs milliers de manifestants. Elle soutient le mouvement BDS contre l'apartheid israélien. Elle soutient les populations opprimées en Tchétchénie, en Birmanie et en Chine. Elle dénonce le coup d'état du maréchal Sissi contre le seul président égyptien élu démocratiquement.  Elle se démarque très nettement des actions politiques de l'Iran quand le Hezbollah s'en prend ouvertement à la population civile sunnite en soutien au dictateur Assad. L'UJM a établi la non violence comme principe et dès lors ne fait l'objet d'aucune attention particulière par les renseignements généraux. 

## Critiques
Dans son enquête sur les "fossoyeurs de la République" (L'Observatoire,2021, p 331) Mohamed Sifaoui analyse la "non violence" revendiquée comme purement tactique : "l'erreur qu'il faut éviter, c'est de considérer que si leurs méthodes diffèrent, la tactique aussi" écrit le journaliste au sujet des différents courants salafistes, mais également fréristes. Dans cette enquête, l'auteur fait de l'association l'un des piliers du prosélytisme frériste attaché à "saper les fondements de la République" française.